# Faramea platyclada
Faramea platyclada är en måreväxtart som beskrevs av Johannes Müller Argoviensis. Faramea platyclada ingår i släktet Faramea och familjen måreväxter. Inga underarter finns listade i Catalogue of Life.